# Débat critique
Débat Critique est une émission de télévision québécoise diffusée entre le 27 août 2010 et le 12 août 2013 à MusiquePlus fixée sur des débats, en rapport à la musique, diffusé en temps réel. L'émission est animé par le VJ de MusiquePlus, Réj Laplanche et occasionnellement par Nicolas Tittley.

## Débatteurs principaux
- Annie-Soleil Proteau (Chroniqueuse culturel)
- Bill St-Georges (Consultant musical)
- Olivier Robillard Laveaux (Voir)
- Philippe Renaud (La Presse)
- Claudine Prévost (CKOI-FM/NRJ)
- Hugo Mudie (The Sainte Catherines)
- T'Cha Dunlevy (Montreal Gazette)
- Thérèse Parisien (98.5)
- Jean Bart (Omnikrom)
- Mike Gauthier (MusiMax)
- Tatiana Polevoy (Musique Plus)
- Nicolas Tittley (Musique Plus/MusiMax)
- Chéli Sauvé-Castonguay (Musique Plus)

## Épisodes

### Première saison (2010)
1. Quel est l'artiste de plus controversé de l'histoire ? / Pouvons-nous encore provoquer ?
2. John Lennon ou Paul McCartney ? / Quel est le meilleur guitariste de tous les temps ?
3. Quel artiste représente le mieux la génération Y ? / La génération Y est-elle responsable du déclin de l'industrie du disque ?
4. Autre Gala de l'ADISQ / Thriller de Michael Jackson est il le vidéo le meilleur vidéoclip de tous les temps ?
5. Gala de l'ADISQ / Quelle est la diva des divas ?
6. New Kids On The Block ou Backstreet Boys ? / Quel enfant star à le mieux réussi sa carrière ?
7. La chanson francophone est elle en danger ? / Quelle est la chanson la plus populaire de la planète ?
8. Le hip-hop a-t-il perdu de-t- son mordant ? / Kanye West est il l'artiste le plus innovateur de la musique pop ?
9. Quelle est la meilleure bande originale de film ? / Le dernier album des Black Eyed Peas «The Beginning», ça passe ou ça casse ?
10. La musique de Noël: un mal nécessaire ou un véritable plaisir saisonnier ? / Quel est le meilleur album de Noël ?
11. Le Meilleur de 2010

### Deuxième saison (2011)
1. Artistes et Albums à surveiller en 2011
2. Y Aura-t-il de la place pour les magasin de disques ? / Qu'arrivera-t-il du CD ?
3. Est-ce qu'un groupe devrait se séparer après le départ du frontman ? / Quel groupe séparé aurait le plus de succès s'il partait en tournée en 2011 ?
4. Quel est le plus grand one hit wonder de tous les temps ? / Les reprises : hommage nostalgique ou paresse artistique ?
5. Quel est l'ariste noir le plus influant de la musique ? / Run D.M.C ou Public Enemy ?
6. Quel est le meilleur slow de tous les temps ? / Grammys 2011
7. Qui est le meilleur Air Band de tous les temps ? / Est-ce qu'Arcade Fire a tous les atouts pour faire le saut dans la cour des grands?
8. Radiohead: The King Of Limbs. On aime, ou pas ? / Quelle vedette de la musique à le mieux réussi son passage au grand écran ?
9. Image ou Musique qu'est-ce qui est le plus nécessaire en 2011 / Quelle est le meilleur girl-band de tous les temps ?
10. Éric Lapointe ou Jean Leloup ? / Qui est l'ultime enfant terrible du rock ?
11. Céline Dion est-elle la plus grande interprète vivante ? / Quel artiste ou groupe représente le mieux le Québec moderne?
12. Juno Awards 2011 / Les albums live, on aime ou on n'aime pas ?
13. Quelle est l'arnaque (coup monté) la plus marquante de l'histoire de la musique ? / Est-ce que Britney Spears peut retrouver sa place au sommet ?
14. Est-ce que Bertrand Cantat a payé sa dette à la société ? / Quel est le meilleur ariste latino ?
15. Justin Timberlake VS Beyoncé: Lequel réussit le mieux sa carrière en solo ? / Les groupes qui refont un vieil album en entier pour une tournée: Pour ou contre ?
16. Est-ce que Malajube possède les atouts pour atteindre le rayonnement de Karkwa ? / Les comédies musicales: Aime ou aime pas ?
17. Quel artiste tiré d'une téléréalité à la carrière la plus enviable ? / Hot Sauce Committee Part Two : On achète ou non ?
18. Quel festival estival a la meilleure programmation ? / Malgré leur style bien différent, est-ce qu'Adele peut surpasser Lady Gaga ?
19. Quel est le meilleur groupe britannique contemporain ? / Quel pays nous offre la musique la plus innovatrice ?
20. Born This Way de Gaga: on aime ou on n'aime pas ? / Quel est l'artiste ou groupe le plus surévalué ?
21. Est ce que les DJ sont de vrais musiciens ? / Quel groupe Eurodance serait le plus actuel aujourd'hui ?
22. Quel est le meilleur album rock québécois de tous les temps ? / Est-ce que les popstars féminines sont une mauvaise influence pour la jeune génération ?
23. Quel sera le prochain grand succès canadien à l'échelle internationale ? / En 2011 lequel de ces deux musiciens avez-vous envie de voir sur scène: Prince, ou Paul McCartney ?
24. Est-ce que le Projet Noise pourrait faire disparaître la scène montréalaise ? / Est-ce que des initiatives comme le Projet Noise pourrait faire disparaître l'effervésences québécoises des autres villes ?
25. Peut-on encore être original en 2010 ? / Quel est l'artiste le plus original depuis les 10 dernières années ?
26. En a-t-on assez du retour ds année 80 ? / Quel est le pire style musical de tous les temps ?
27. En réponse à la liste des 100 meilleurs singles québécois de tous les temps, êtes vous d'accord avec le top 5 ? / Avec ;a victoire de Karkwa au Prix Polaris 2011, y a-t-il une chance pour les québécois au Canada ?
28. Quel est le phénomène canadien le plus surprenant entre Justin Bieber, Drake et Arcade Fire ? / Est-ce que les artistes préfèrent un succès critique ou un succès commercial ?